# قنطيون شجري
قنطيون شجري (الاسم العلمي:Canthium arboreum) هو نوع من النباتات يتبع جنس القنطيون من الفصيلة الفوية.